# Parque Inlasa (Parla)
El Parque Inlasa es un barrio de la localidad madrileña de Parla situado en el distrito Suroeste de la ciudad.

## Urbanismo
El barrio Parque Inlasa, esta proyectado en 1968, las viviendas son bloques de pisos y está muy cercano al barrio de la ermita.

### Callejero
El nombre de las calles del Parque Inlasa, esta tomado de la toponimia con relación al entorno que aparece reflejado en el libro de la biblia, así como la pasión de cristo, sucesos, símbolos y lugares. Siendo esta su clasificación: 
| - Ciudades y entorno natural - C/ Jericó - C/ Jerusalén - C/ Belén - C/ Nazaret - C/ Galilea (anteriormente se denomino como C/31 de octubre) - C/ Judea - C/ Samaria - C/ Cafarnaúm - C/ Rio Jordán - C/ Lago Tiberíades - C/ Monte Tabor - C/ Monte Sinaí |  | - Pasión de Cristo y Símbolos - C/ Calvario - C/ Amargura - C/ De la Paloma (una parte) - C/ Olivo - C/ Reyes magos |

### Parques urbanos
Cuenta con zonas ajardinadas, plazas y algún pequeño parque.